# Liliensternus
Liliensternus là một chi khủng long, được Welles mô tả khoa học năm 1984.